# L'ultimo pastore
(Renato Zucchelli)
L'ultimo pastore è un film del 2012 diretto da Marco Bonfanti.
Si tratta di un'opera che mescola realtà e fantasia.
Il regista ha scritto una sceneggiatura, raccontando però la vita reale dell'ultimo pastore nomade rimasto a Milano, una delle città più cementificate del mondo. 
È stato presentato in anteprima mondiale al Tokyo International Film Festival e in Italia al Torino Film Festival.
Viene trasmesso per la prima volta in televisione il 26 dicembre 2013 su Rai 1.

## Trama
Renato Zucchelli è l'ultimo pastore rimasto in una metropoli.
Egli ha un sogno: portare il suo gregge nel centro inaccessibile della città per incontrare 
i bambini che non lo hanno mai visto, mostrando loro che la libertà e i sogni saranno sempre possibili finché ci sarà spazio per credere in un ultimo pastore che conquistò la città con il suo gregge e con la sola forza della sua fantasia.

## Critica e produzione
Il film, una produzione indipendente, viene presentato in molti dei principali festival del mondo (oltre i cento), dal Dubai International Film Festival al Sundance Film Festival (all'interno del festival dedicato alle opere prime Slamdance Film Festival). Inoltre è scelto come rappresentante dell'Italia al festival sull'ambiente che si svolge alla casa bianca a Washington.
Prima dell'uscita nei cinema, il film debutta in sala il 13 marzo 2012 presso il cinema Mexico, distribuito da Cinecittà Luce, dove resta in cartellone oltre due mesi.
Al film ha collaborato il cantante Luigi Grechi, con la canzone Pastore di Nuvole.

## Riconoscimenti
- Premio Miglior Film dell'anno per il Ministero del lavoro e delle politiche sociali

## Curiosità
Il protagonista del film è uno degli ultimi depositari della lingua in estinzione Gaì, che è parlata all'interno del film.
Del film si è parlato molto in tutto il mondo ancora prima della sua uscita: il 1º ottobre del 2011 un gregge di 700 pecore ha invaso Piazza del Duomo a Milano, notizia divulgata da molti dei principali giornali e telegiornali nazionali ed internazionali.